# Hôtel Ryugyong
L'hôtel Ryugyong (en coréen : 류경호텔) aussi translittéré Ryugyŏng / Ryugyeong Hotel – ou encore Ryu-Gyong Hotel ou Yu-Kyung Hotel – est un gratte-ciel pyramidal de 105 étages situé dans le quartier de Potong-gang à Pyongyang en Corée du Nord. Son nom, Ryugyong (hangeul : 류경 ; hanja : 柳京), littéralement « capitale des saules », est également un des noms historiques de Pyongyang.
La construction a commencé en 1987, avec un achèvement prévu pour 1989. Cependant, après d'importants retards, la construction est arrêtée en 1992, la dislocation de l'Union soviétique ayant conduit à l’abandon du soutien à la Corée du Nord, notamment en matières premières. L'hôtel Ryugyong reste durant seize ans sans fenêtres ni aménagements intérieurs. La construction reprend en avril 2008 sous la supervision du groupe égyptien Orascom, qui a grandement investi en Corée du Nord, notamment dans la téléphonie mobile ou les industries de construction,. Orascom a terminé l'extérieur du bâtiment en 2011, et aurait assuré l'aménagement des 360 000 m2 à l'intérieur jusqu'à la livraison du chantier en février 2012, pour le centième anniversaire de Kim Il-sung. En réalité, l'aménagement intérieur du bâtiment n'a toujours pas été réalisé contrairement aux dires d'Orascom et du gouvernement.

## Nom et caractéristiques de l’ouvrage
L'immeuble fut baptisé du nom de Ryugyong (hangeul, 류경 ; hanja, 柳京), littéralement la Capitale des saules, l'un des noms historiques de Pyongyang. L'immeuble est également connu comme étant le « 105 Building », en référence au nombre d'étages.
Avec ses 105 étages et ses 3 000 chambres prévues, le Ryugyong culmine à 330 mètres de haut pour une surface de plancher de 360 000 m2, l'hôtel Ryugyong est la construction la plus imposante de la ville et le plus haut gratte-ciel du pays. La construction aurait dû être achevée pour le treizième festival mondial de la jeunesse et des étudiants en juin 1989, ce qui aurait permis à la Corée du Nord de décrocher le titre de plus grand hôtel du monde. Le Ryugyong est la 34e plus haute tour au monde, (58e si l'on prend en compte les immeubles en construction).

## Historique

### Contexte de création
L'origine de cet hôtel remonte à la guerre froide. Il s'agit de la réaction à la construction du plus grand hôtel du monde en 1986, le Westin Stamford Hotel à Singapour, par le groupe sud-coréen SsangYong Group (en). La construction d'un hôtel géant en Corée du Nord est vue par le gouvernement comme une occasion d'inciter les occidentaux à investir dans le pays. Une entreprise est créée, la Ryugyong Hotel Investment and Management Co., afin de réunir un fonds espéré de 230 millions de dollars. Un représentant Nord-coréen a déclaré que le gouvernement faciliterait la mise en place de structures absentes du pays : « les investisseurs pourront exploiter des casinos, des nightclubs ou des salons japonais s'ils le souhaitent ».
L'entreprise de construction nord-coréenne Baikdoosan Architects & Engineers (aussi connue sous le nom de Baekdu Mountain Architects and Engineers) commença la construction de l'hôtel-pyramide en 1987, La construction a été assurée par la société Sangwon Cement Company, détenue à 36% jusqu'en août 2017 par la société LafargeHolcim via sa participation dans Orascom.

### Suspension des travaux

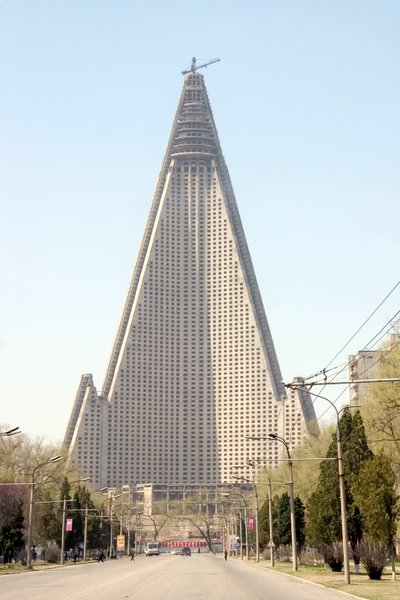
L’hôtel tel qu'il apparaît entre 1992 et 2008.

L'inauguration de l'hôtel doit initialement se tenir en juin 1989 afin de coïncider avec le treizième festival mondial de la jeunesse et des étudiants, mais des problèmes liés aux méthodes de construction et aux matériaux ont ralenti les travaux. Le but est alors de dépasser en taille le Swissôtel The Stamford afin de devenir l'hôtel le plus haut du monde, et de devenir aussi par la même occasion le septième bâtiment le plus élevé du monde.
Le bâtiment atteint sa taille maximale en 1992, mais les travaux sont suspendus en raison d'un manque de financement, ainsi que d'un manque d'électricité et de nourriture en Corée du Nord. Des journaux japonais estiment alors le coût de la construction à quelque 750 millions de dollars, ce qui représente à l'époque selon Esquire environ 2 % du PIB de la Corée du Nord.
Pour un peu plus d'une décennie, le bâtiment inachevé siège dans la ville sans fenêtre, jointures, ou ornementation, apparaissant comme une carcasse en béton. Une grue rouillée continue de siéger au sommet, ce que la BBC désigne alors comme un « rappel des ambitions avortées d'un régime totalitaire », et devient une installation permanente.
À la fin des années 1990, European Union Chamber of Commerce in Korea (en) procède à une série d'inspections et conclut à l'impossibilité de nouveaux travaux, la structure étant irréparable. Des interrogations concernant en particulier la qualité des bétons utilisés ainsi que l'alignement des cages d'ascenseur sont émises. Dans un article de 2006, ABC news émet par ailleurs des doutes sur la capacité de la Corée du Nord à réunir les matériaux nécessaires à l'achèvement d'un travail de cette importance. Un officiel du gouvernement déclare en 2008 au Los Angeles Times que la construction n'est pas achevée en raison d'un manque de financement.

### Reprise des travaux

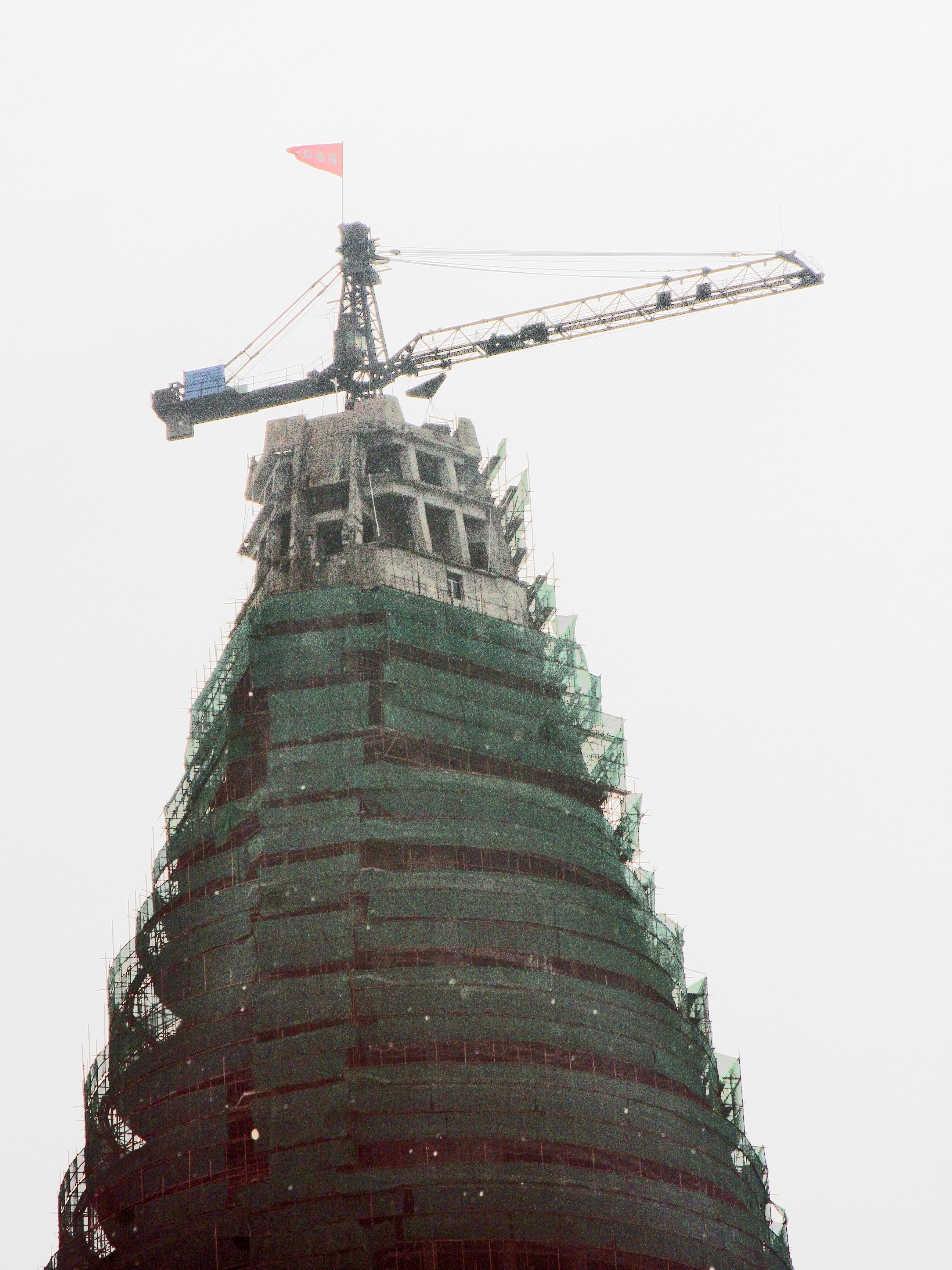
Vue du sommet en 2008, plusieurs mois après la reprise des travaux

En avril 2008, après 16 ans d'inactivité, la reprise des travaux est assurée par la compagnie égyptienne, le groupe Orascom,. Celle-ci, qui a par ailleurs passé un contrat de près de 400 millions de dollars avec le gouvernement nord-coréen pour mettre en place un réseau de télécommunication 3G, déclare à l'époque que les deux marchés ont été négociés indépendamment.
Les contours du contrat restent flous à l'époque, et il n'est pas déterminé si Orascom prévoit de finir l'ensemble des travaux, ou simplement de finir les travaux extérieurs. En 2008, le responsable du projet déclare qu'au minimum le but de l'entreprise est de rendre les façades plus belles. En 2009, le responsable des opérations, Khaled Bichara, remarque qu'ils n'ont pas eu beaucoup de difficultés à gérer les problèmes de constructions antérieurs, que des travaux intérieurs seraient aussi assurés, et qu'un restaurant serait ouvert au sommet de la structure. Le groupe français Lafarge prend le contrôle de la division ciment du groupe égyptien Orascom pendant les travaux et se retrouve associé à l'achèvement de l'hôtel. En effet, Orascom s'était engagé à le terminer et avait pris une participation à hauteur de 155 millions de dollars dans la société nord-coréenne de construction Sangwon Concrete Company, maître d'œuvre du projet initial. Le président de la société française a rencontré en septembre 2008 Kim Yong-nam, le président du présidium de l'Assemblée suprême du peuple, qui assumait alors les fonctions de chef de l'État par intérim du fait de la maladie de Kim Jong-il.
Il est annoncé en 2008 qu'une ouverture du bâtiment est prévue pour 2012, de manière à coïncider avec le centième anniversaire de la naissance du « président éternel » Kim Il-sung. Selon Orascom, les travaux intérieurs devaient se poursuivre après cette ouverture et ne devaient s'achever qu'à la fin de l'année 2012. En juillet 2011, des témoignages font état de la fin des travaux. Il apparait qu'Orascom a alors installé des baies vitrées sur toute la hauteur du batiment, ainsi que des antennes de communication. L'hôtel est finalement achevé le 14 février 2012 et accueille les bureaux d'entreprises nord-coréennes. Le bâtiment ouvre ses portes officiellement le printemps suivant.
Dans le courant de l'été 2017, les murs qui cloisonnaient l'hôtel sont détruits et se révèlent deux nouvelles passerelles pour accéder à l'hôtel, ainsi qu'une gigantesque affiche de propagande.

### Propagande entourant les travaux
Bien que le Ryugyong domine l'horizon de la capitale nord-coréenne, les informations entourant l’hôtel et l'avancée de ses travaux demeurent pendant plusieurs années compliquées à obtenir. Le bâtiment est apparu sur une série de timbres, mais le gouvernement de Corée du Nord a longtemps démenti l'existence même de l’hôtel. Des photos retouchées dans lesquelles l'hôtel est effacé sont publiées par le gouvernement, et il est absent des cartes géographiques de la ville,,. Certains problèmes entourant le bâtiment amènent certains journalistes à le surnommer le « pire bâtiment du monde »,, « l’hôtel de la catastrophe », ou « l’hôtel fantôme ».
Après la reprise des travaux, le gouvernement nord-coréen reprend sa communication autour du bâtiment. Le 1er janvier 2012, l'agence d'information d'État KCNA a publié une nouvelle affiche de propagande faisant figurer le Ryugyong dans le paysage de la capitale. Aujourd'hui, des énormes écrans ont été installés afin d'y afficher des messages de propagande pouvant être vus à travers la ville entière.

## Architecture

Comparaison des profils approximatifs de quelques monuments notables de forme pyramidale ou presque pyramidale. Lorsque la base est oblongue, le côté le plus long est utilisé. Les lignes pointillées indiquent les altitudes d'origine quand elles sont disponibles.

L'édifice comprend trois ailes en étoile, chacune mesurant 100 m de long pour 18 m de large. Les ailes ont un profil triangulaire avec une pente à 75°, leur sommet convergeant en un pinacle. Le bâtiment est coiffé par un cône tronqué de 40 m de diamètre à la base. Les huit premiers étages sont de conception rotative, les six derniers restant statiques. La structure est prévue pour accueillir cinq restaurants tournants et 3 000 ou 7 665 chambres d'hôtel, selon les sources,. Selon la BBC citant Orascom en 2009, l'hôtel Ryugyong ne sera pas seulement un hôtel mais plutôt un bâtiment à usage mixte, incluant un restaurant tournant et une composition d'équipements hôteliers, d'appartements et de locaux à usage professionnel.

## Photos

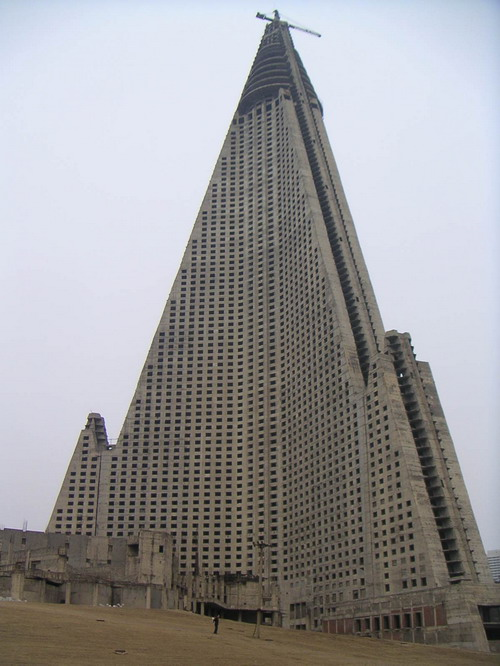
En 2004.
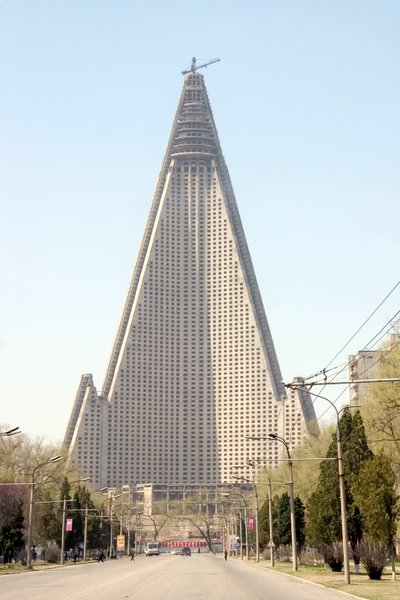
L'immeuble en 2005.
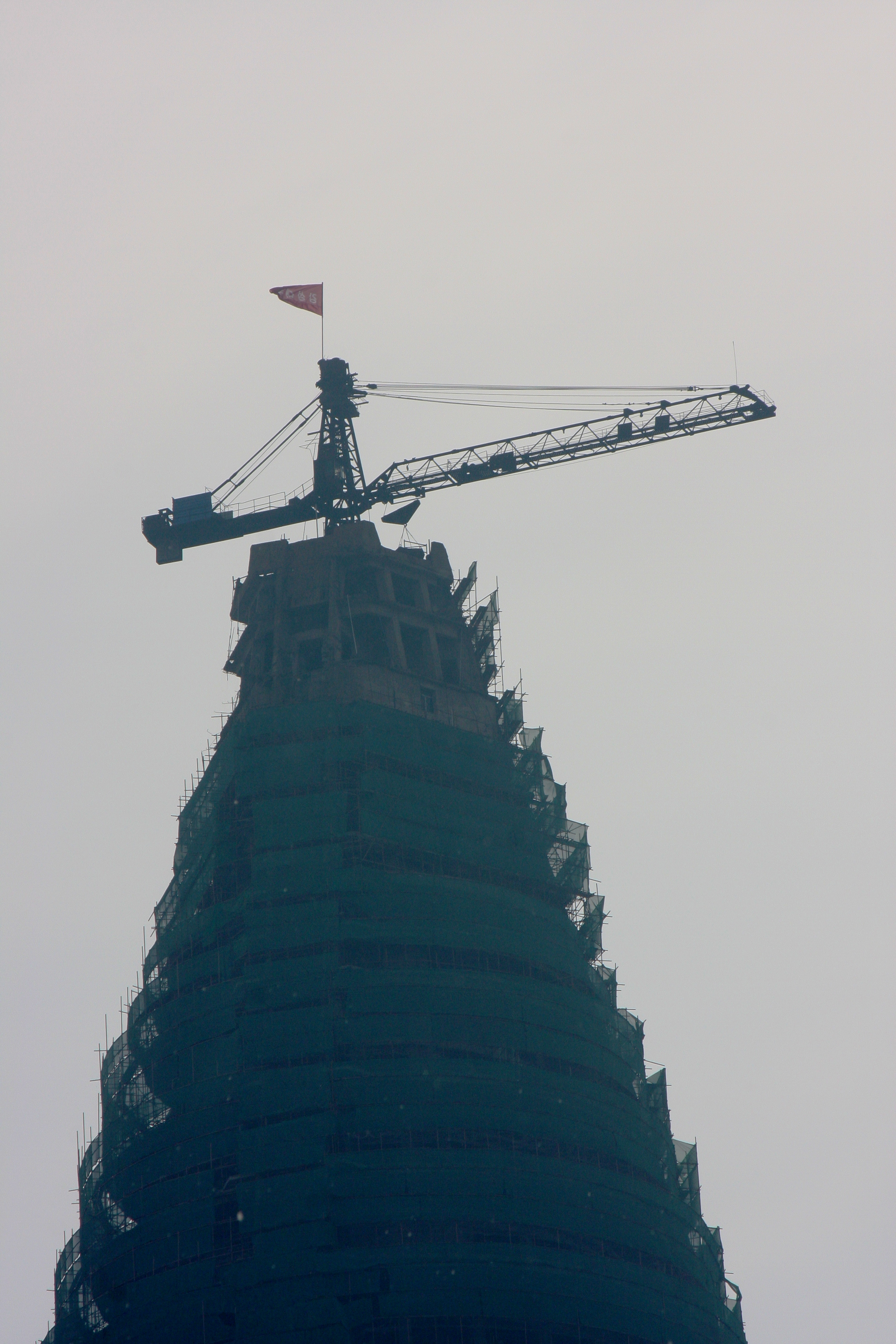
Le sommet de l'immeuble en 2008.
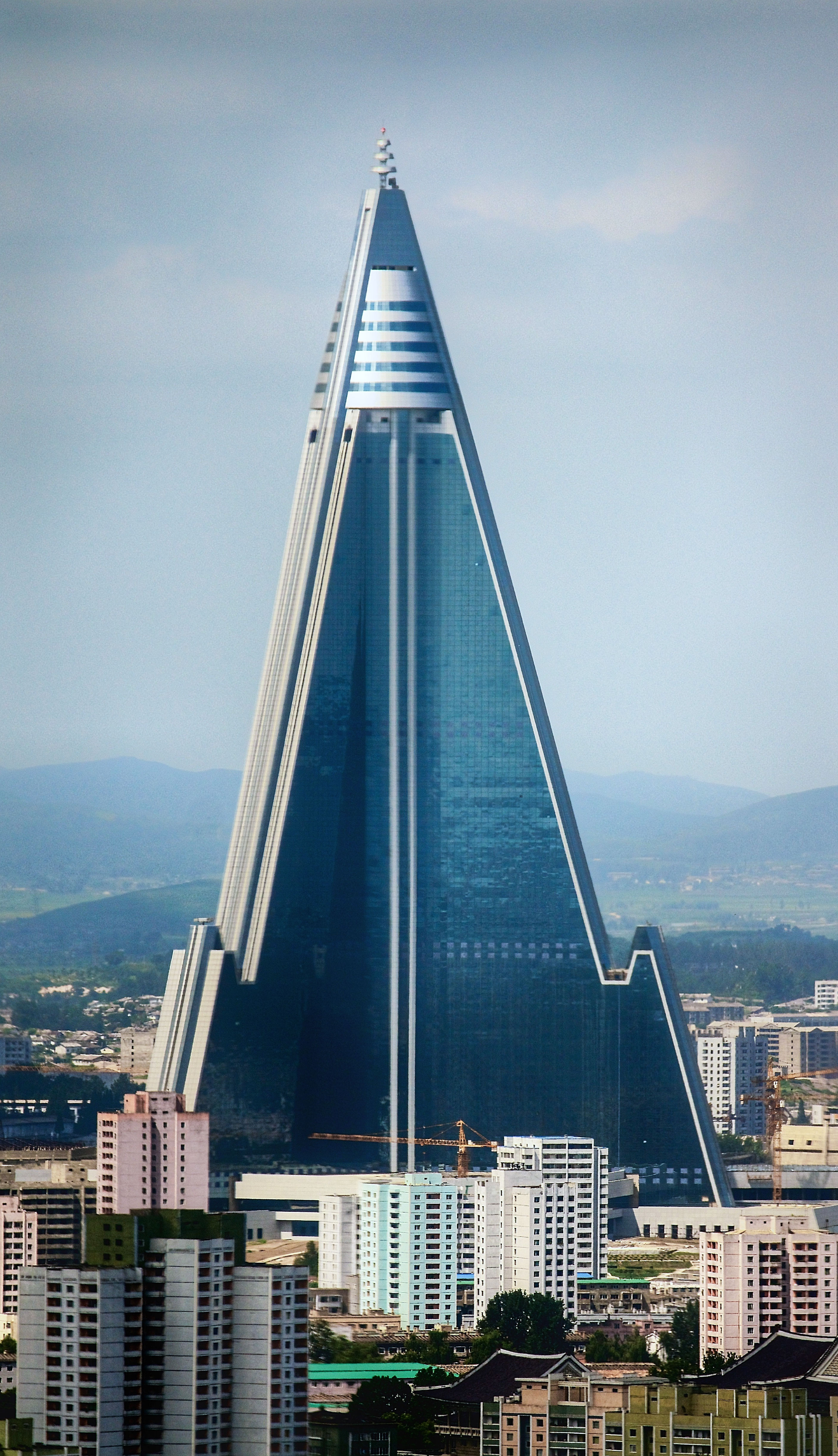
En août 2011.
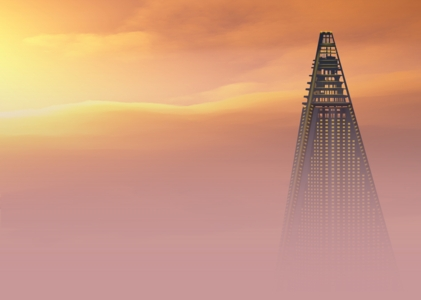
Vue d'artiste montrant l'immeuble achevé.